# ひまわり (女装雑誌)
『ひまわり』は、2005年まで刊行されていた雄美社発行のアマチュア女装雑誌である。

## 経緯と内容
女装誌『くいーん』でカバーできない範囲を多角的にカバーしたいという思惑から、刊行された物である。当初はB5判白黒20ページ（表紙のみ多色刷りで第1号のみ発行元は夢工房）の非売品であったが、第3号より記事も3色刷となり、第4号より市販されることとなり、第５号より表紙がカラー化され、第6号より出版サイズがA5判で刊行され、以後A5判での刊行となった。
内容としては、女装者からの投稿された写真や文書が中心であったが、その後、後述する仮想女子校「向日葵学園女子高等学校」といった企画物から、「超Ｃ級女装講座」や名古屋支局長であった女装者の田中葉月執筆の記事といった読み物や、マンガ・小説などが掲載され内容は充実しており、『くいーん』と並ぶ女装雑誌として、その地位を築き上げた。
しかし、『くいーん』同様、一般の書籍取次ルートではなく、いわゆるビニ本などのルートでの出版だったことから、販路は全国の成人向け書店や「大人のおもちゃ」の店などが主だった。
表現者としての女装を追求し一定の評価を得たが、インターネットの普及や主要販路であったアダルトショップが地方で衰退。一時は北斗出版刊行の雑誌ニューハーフ倶楽部との提携を模索したが、販路が縮小したことなどから2005年第76号をもって廃刊することを決定した。

## 仮想学園「向日葵学園女子高等学校」
誌面上にて仮想女子校「向日葵学園女子高等学校」を展開。女子高校生の制服を身につけた女装者により構成された。刊行時には年に数回「制服の集い」と称して、女子高校生の制服を着た女装者が外出するというイベントが開催されていた。なお、廃刊後も同人サークル名やソーシャルネットワークサービスのコミュニティとして存続している。

## くいーん・エリザベスとの関係
女装誌として競合関係にあった『くいーん』の発行元が、東京都内でエリザベス (女装クラブ)を運営するアント商事であることから、「同じ写真を投稿してはいけない」「エリザベス店内でひまわりの話をしてはいけない」などの規制があったと言われるが、実際の所はひまわりの編集長キャンディ・ミルキィと、くいーん誌編集者の石川みどりとは友好関係が築かれており、『ひまわり』と『くいーん』の発行誌の交換が行われている事実から、言われているような実際の所はなかったというのが真実のようである。

## バックナンバー
- 第76号（2005-08）　表紙「七瀬玲那」／『レトロな校舎で撮影会・大阪「スタジオ・スイッチ」』、『 東京エリア女装MAP』他
- 第75号（2005-06）　表紙「富永弥緒」／『イタリァ料理を楽しむ・大阪「スタジオ・スイッチ」』他
- 第74号（2005-04）　表紙「美香」／『長楽館で大富豪体験・大阪「スタジオ・スイッチ」』他
- 第73号（2005-02）　表紙「松本法子」／『2005年度版！ 名古屋を遊び倒す女装MAP』他
- 第72号（2004-12）　表紙「天野アンリ」／『向日葵学園女子高等学校制服の集い・銀座課外授業』『 新宿エリア女装地図』他
- 第69号（2004-06）　表紙「山咲真由美」／『向日葵学園女子高等学校制服の集い・課外授業』他
- 第68号（2004-04）　表紙「白石あやめ」／『向日葵学園女子高等学校制服の集い・横浜課外授業』他
- 第67号（2004-02）　表紙「神楽坂純子」／『ひまわり通信』他
- 第66号（2003-12）　表紙「スナック「麗人」の皆さん」／『噂の真窓』他
- 第65号（2003-10）　表紙「松嶋貴子」／『向日葵学園女子高等学校・生徒カラー選抜』他
- 第64号（2003-08）　表紙「紅尾いさ子」／『女装の世界・○○ワールド』他
- 第6号（1990-10）　表紙「美穂」／『女装者たちのひとりごと』他
- 第5号（1990-04）　表紙「」／『アマ女装者の集まる店 東京VS大阪』他
- 第4号（1989-09）　表紙「ひばり」／『私はこうして女に変身する』他
- 第3号（1989-04）　表紙（マンガの一コマから転用）／『はらじゅくSTORY』他
- 第2号（1988-04）　表紙「キャンディ・ミルキィ」／『私は原宿色の小竜巻』他
- 第1号（1983-01）　表紙「キャンディ・ミルキィ」／『キャンディテレビ朝日冒険記』他